# Montoie/Bourdonnette
Montoie/Bourdonnette est un quartier de la ville de Lausanne, en Suisse.

## Démographie
Avec une population, en 2017, de 7 974 habitants, dont 4 086 étrangers (51,2%), le quartier de Montoie/Bourdonnette abrite 5% de la population lausannoise. 

## Délimitation
Le quartier Montoie/Bourdonnette recouvre 174,2 ha, ce qui correspond à 4% de la surface de la commune, et regroupe les secteurs suivants, :
- Montoie (401)[Note 1]
- Vallée de la Jeunesse (402)
- Pyramides (403)
- Prés-de-Vidy (404)
- Bourget (405)
- Bourdonnette (406)

Le quartier est situé au sud-ouest de la ville ; il est délimité au sud par le Léman, à l'est par le quartier de Montriond/Cour, au nord par la commune de Renens et à l'ouest par les communes de Chavannes-près-Renens et de Saint-Sulpice.

## Transports publics
- Bus : lignes 1, 2, 6, 16, 24, 701
- Métro : lignes M1 et M2[4]

## Entreprises et sport

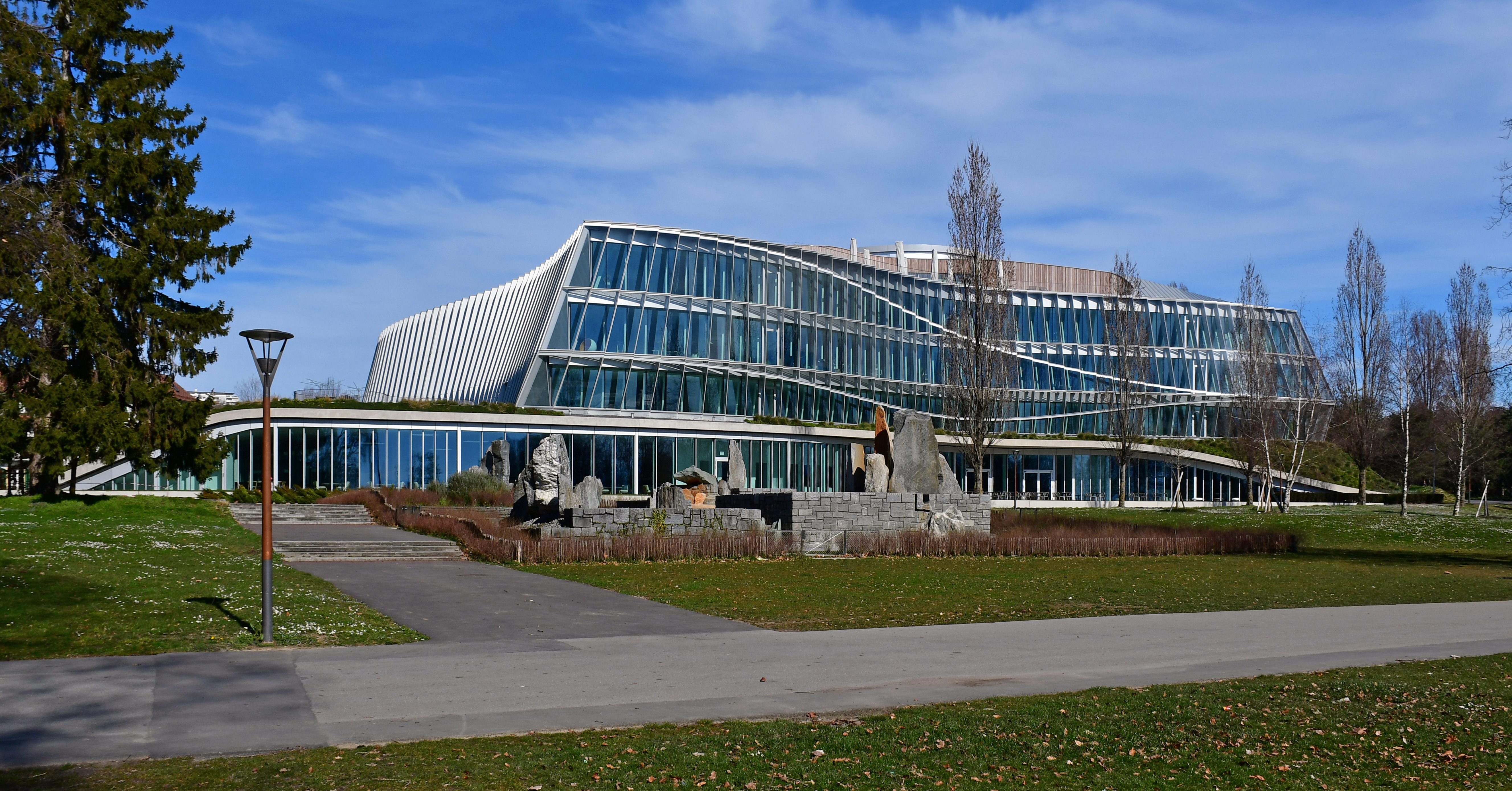
Le siège du CIO.

- Le siège du Comité international olympique ;
- Le stade Pierre-de-Coubertin.

## Sites touristiques
- L'ouest du "quartier" de Vidy ;
- Lousonna, un vicus gallo-romain ;
- La vallée de la Jeunesse, un des vestiges de l'exposition nationale suisse de 1964 ;
- Les cimetières du Bois-de-Vaux et de Montoie ;
- Le musée romain de Lausanne-Vidy ;
- Le parc Louis-Bourget.

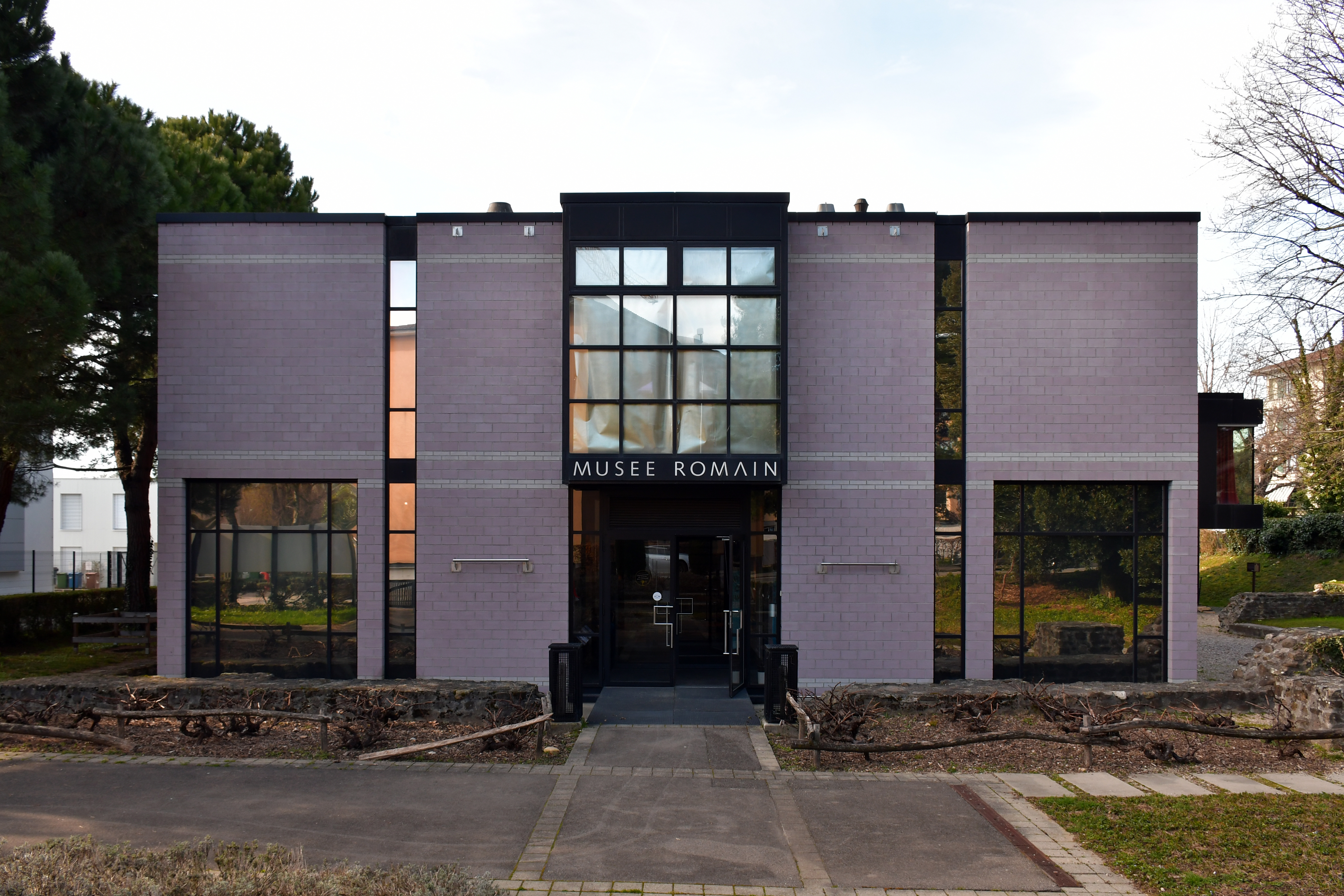
Musée romain de Lausanne-Vidy
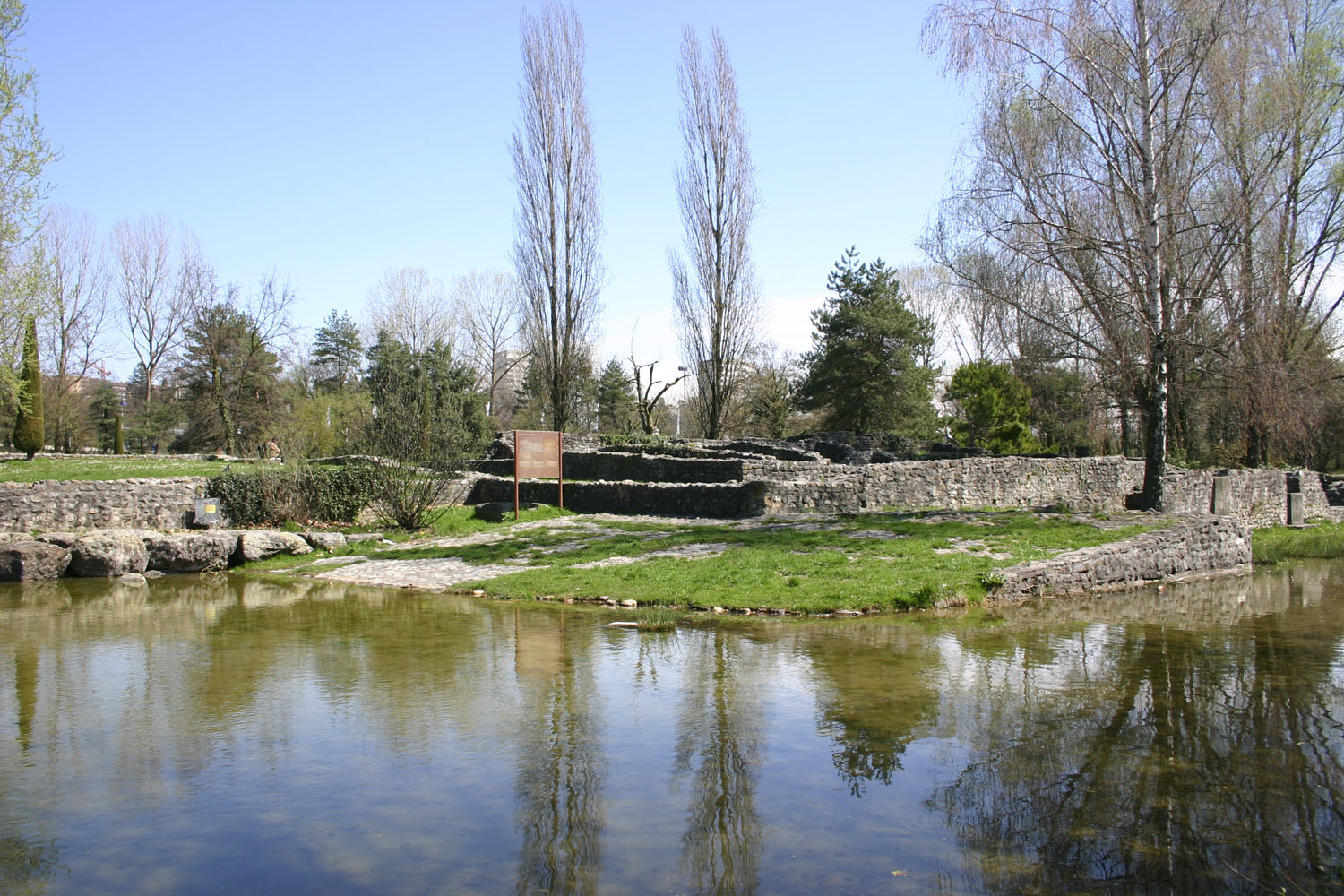
Le port de Lousonna
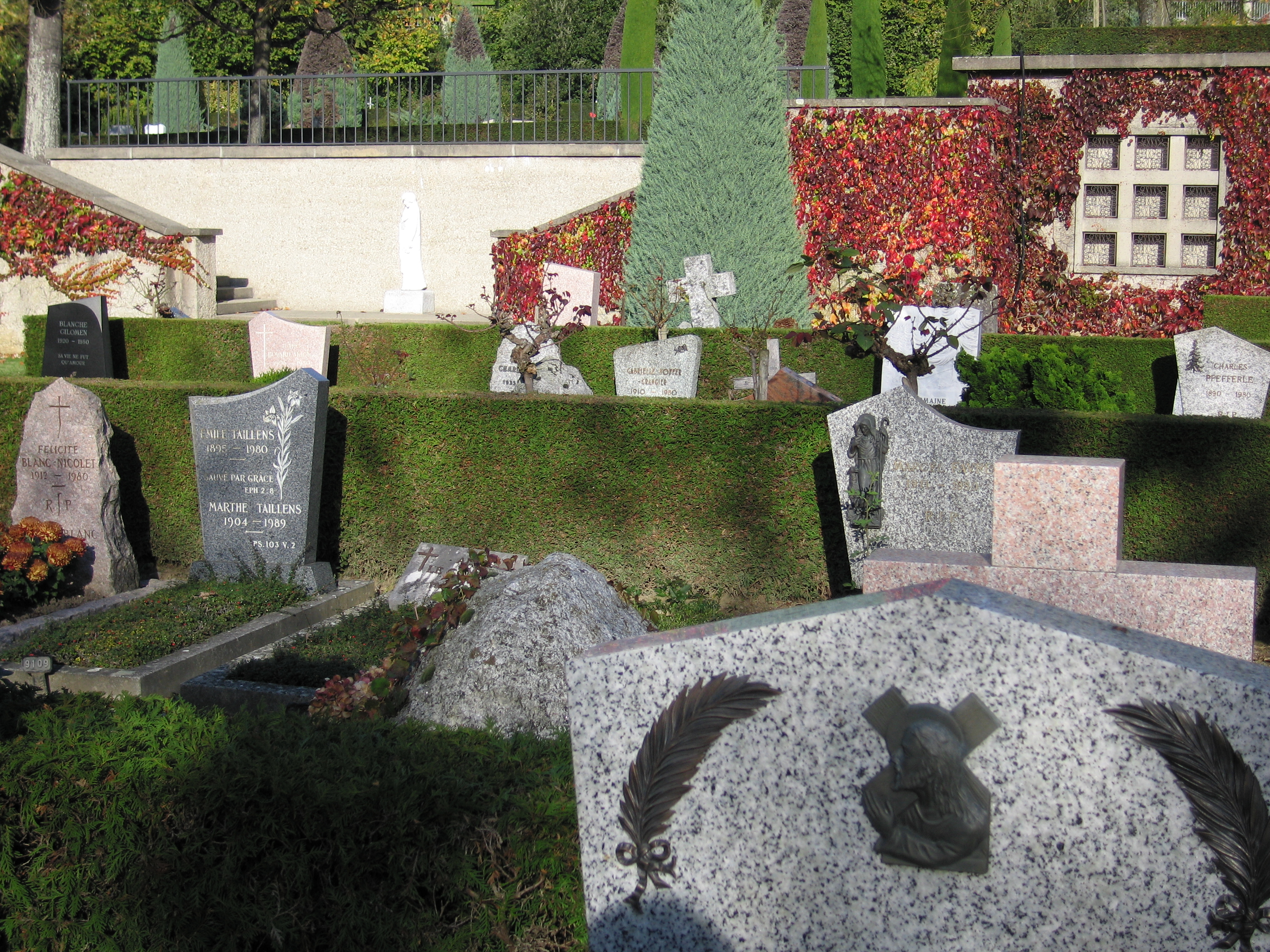
Cimetière du Bois-de-Vaux
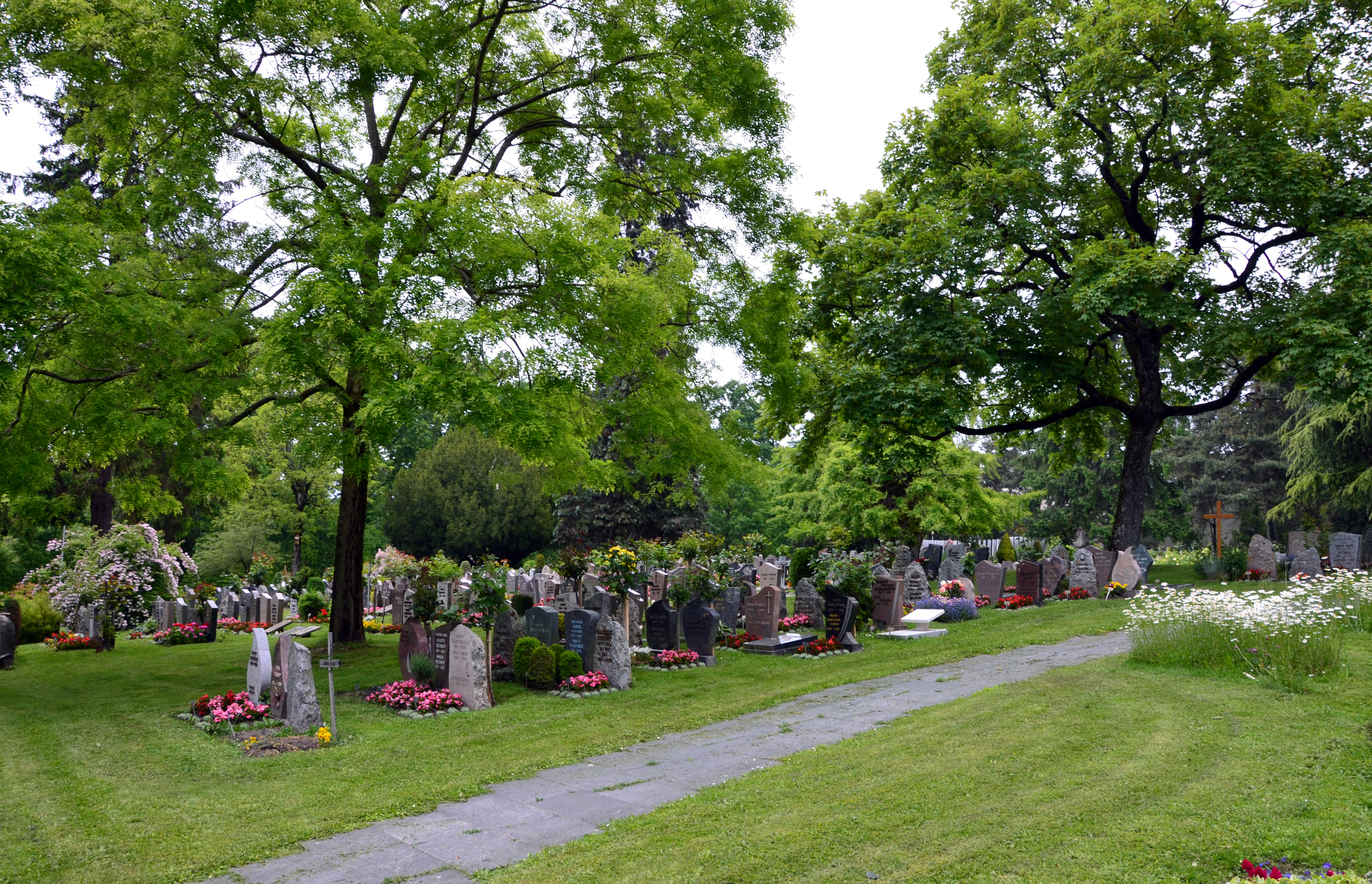
Cimetière de Montoie

## Cours d'eau
La Chamberonne constitue la frontière entre le quartier (et de la ville de lausanne) et la commune de Saint-Sulpice.